# 上海派遣軍
上海派遣軍是因一二八事變於1932年1月成立及於1937年8月16日因淞滬會戰和之後的南京保衛戰而再建，它在1938年初被解散，其單位被并入支那派遣軍。

## 1932年時之建制
- 總司令官：白川義則陸軍大將
- 總参謀長：田代皖一郎陸軍中將
- 第24獨立混成旅團
- 第9師團
- 第11師團
- 第14師團
- 第3艦隊 (日本海軍)

## 1937年時之建制
- 總司令官：
  - 松井石根陸軍大將（1937年8月16日至1937年10月27日）
  - 朝香宮鳩彥王陸軍中將（1937年10月27日至1938年2月14日）
- 第3師團
- 第9師團
- 第11師團
- 第13師團
- 第16師團
- 第101師團